# Ло Сі
Ло Сі (кит. 罗茜, пін. Luó Xī, нар.15 грудня 1987) — китайська спортсменка, спеціалістка з синхронного плавання, олімпійська медалістка.

## Виступи на Олімпіадах
| Олімпіада   | Дисципліна | Місце |
| ----------- | ---------- | ----- |
| Пекін 2008  | командні   | 3     |
| Лондон 2012 | командні   | 2     |